# Artropatia neurogenna

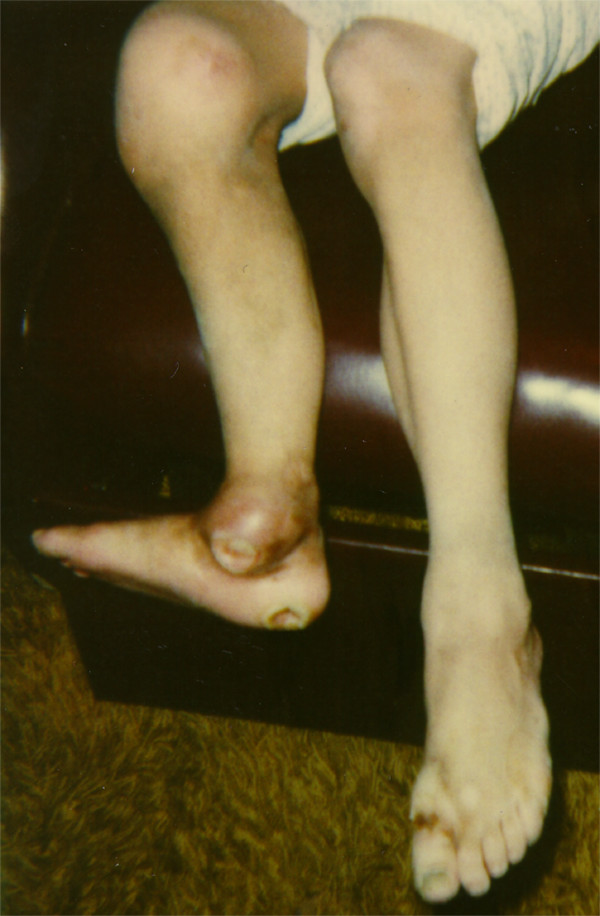
Staw Charcota w prawej kończynie dolnej u pacjenta z HSANIV

Artropatia neurogenna, inaczej stawy Charcota – zmiany zwyrodnieniowe stawów rozwijające się na podłożu zaburzeń czucia dotyku, propriocepcji i kontroli mięśni szkieletowych przez nerwy ruchowe, najczęściej stanowiące późne powikłanie cukrzycy i polineuropatii cukrzycowej.
Artropatia neurogenna najczęściej dotyczy stawów stępowo-śródstopnych i polega na postępującej destrukcji chrząstek stawowych i nasad kości, która doprowadza do dyslokacji powierzchni stawowych, którym towarzyszy powstawanie zwapnień w tkankach miękkich okołostawowych oraz uszkodzenie ścięgien. Doprowadza to do znacznych deformacji stopy. Z uwagi, że zmiany te powstają w przebiegu polineuropatii, mogą przebiegać w postaci bólowej, jak również bezbólowej.

Przeczytaj ostrzeżenie dotyczące informacji medycznych i pokrewnych zamieszczonych w Wikipedii.